# Pityophagus ferrugineus
Pityophagus ferrugineus är en skalbaggsart som först beskrevs av Carl von Linné 1761.  Pityophagus ferrugineus ingår i släktet Pityophagus, och familjen glansbaggar. Arten är reproducerande i Sverige.